# Larry Eyler
Larry William Eyler, född 21 december 1952 i Crawfordsville i Indiana, död 6 mars 1994 i Pontiac Correctional Center i Pontiac i Illinois, var en amerikansk seriemördare.
Eyler dömdes 1986 till döden för mordet på 15-åriga Daniel Bridges. Han erkände ytterligare 21 mord för sin advokat, som efter Eylers död, offentliggjorde hans erkännanden. Morden hade förövats med utstuderad sadism. Eyler avled i AIDS, innan domen hann gå i verkställighet.